# Charles Assemekang
Charles Assemekang, né le 16 juin 1926 à Souanké dans le département de la Sangha, et mort le 8 décembre 1999, est un magistrat et un homme politique congolais.
En 1969, il a étudié à l'Institut des hautes études d'Outre-Mer où il a obtenu son doctorat en droit.
En janvier 1956, il est secrétaire général du MSA (Mouvement social africain) de Jacques Napoléon Opangault.
Rentré au Congo après son doctorat, il est nommé président de la Cour suprême de janvier 1970 jusqu'en 1991, passant le relais à Placide Lenga.
Il est notamment membre du Comité de défense de la révolution (CDR). Il est nommé ministre des affaires étrangères, dans le gouvernement conduit par Alfred Raoul le 21 juin 1969.
Il a également été un membre du Comité central du Parti congolais du travail. En décembre 1971, sa carrière politique est brusquement stoppée. En effet, il est exclu du gouvernement et du Comité central du PCT, parti congolais du travail pour "pratiques occultes" à la suite du coup d'État perpétré par Pierre Kinganga.
Deux ans plus tard, il fait partie du tribunal présidé par Henri Lopes et chargé de juger les présumés complices du coup d’État organisé par Ange Diawara depuis le maquis.
Du 4 janvier au 6 février 1978, dans la salle d'audiences de la Cour criminelle du Palais de Justice de Brazzaville, avec comme Commissaire du gouvernement (procureur), Jacques Okoko, Charles Assemekang préside la cour révolutionnaire d'exception, lors du procès dit des "assassins du président Marien Ngouabi",, mort tragiquement le 18 mars 1977 à Brazzaville. Les sentences de ce tribunal seront très sévères (11 condamnés à mort, tous exécutés, en dehors de celle prononcée par contumace).
Charles Assémekang rejoint le cabinet de Denis Sassou N’guesso lorsque ce dernier devient président de la république en 1979, pour assumer les fonctions de conseiller juridique.
Charles Assemekang enseigne le droit à l’université de Brazzaville et est le père du code de la famille congolais en vigueur, promulgué le 17 octobre 1984.

## Œuvres
- Essai sur l'évolution du droit pénal et le développement du Congo-Brazzaville : De la période pré-coloniale à la fin de la période coloniale (thèse de doctorat) - 1969
- « Le parlement congolais dans la constitution de 24 juin 1973 » - in Revue de droit des pays d'Afrique. Éditions Penant, vol. 85, no. 753, p. 335-350 vol. 85, no. 753, p. 335-350 - 1973
- Le droit des personnes et de la famille : commentaire et guide pratique du Code de la famille de la République populaire du Congo - Éditions du ministère de la justice - 1984
- La justice populaire au Congo : les tribunaux populaires de villages-centres ou de quartiers - 1986